# Лондо Молари
Лондо Молари (на английски: Londo Mollari) е измислен герой от научнофантастичния сериал Вавилон 5. Той е посланик на Република Сентари на станцията през петте сезона на продукцията. Молари е представител на виден аристократичен род и приема поста на посланик поради липсата на други кандидати. Той е участвал в множество славни битки, за които често обича да разказва. Има три съпруги и любовница на име Адира Тайри. Лондо е един от най-комплексните герои на сериала, тъй като в дадени моменти ролята му е весела и комична, в други – дълбоко драматична.

## Известни реплики на героя
„Лондо: Но това...това е като да си смъртоносно ухапан от...как се наричаха онези Земни създания?Имат пера, дълга човка, ципа между пръстите и казват „квак“!

Вир: Котки.

Лондо: Да!Това е като да си смъртоностно ухапан от котки.“

Лондо към Адира:

„Ние Сентарите живеем живота си за нашата репутация, вещи, статус и титли. Това са нещата, чрез които определяме себе си. Но когато погледна под маската, която съм принуден да нося, виждам само празнота...и тогава се сещам за теб и си казвам:„нека репутацията върви по-дяволите“!“